# Octoacanthella aethiopica
Octoacanthella aethiopica är en urinsektsart som beskrevs av Olga M. Martynova 1961. Octoacanthella aethiopica ingår i släktet Octoacanthella och familjen Hypogastruridae. Inga underarter finns listade i Catalogue of Life.